# No. 233 Squadron RAF
Le Squadron RAF No. 233 est un escadron de la Royal Air Force, actif pendant la Première Guerre mondiale et la Seconde Guerre mondiale.

## Histoire

### Première Guerre mondiale
Le Squadron RAF No. 233 est créé à Douvres le 31 août 1918 avec des avions de la Royal Naval Air Service basés à Douvres et à Walmer intégrés à la RAF en avril 1918. Les avions 407 et 491 font des patrouilles contre les sous-marins dans le pas de Calais tandis que l'avion 471, un Sopwith Camel, se bat contre les avions ennemis basés en Belgique. L'escadron est dissout le 15 mai 1919.

### Entre-deux-guerres
Le Squadron RAF No. 233 est reformé le 18 mai 1937 au RAF Tangmere au sein du Coastal Command. Les Avro Anson font de la reconnaissance jusqu'au déménagement en août en Écosse puis sont remplacés par des Lockheed Hudson. Les patrouilles comprennent d'abord les deux avions, le dernier vol d'un Anson a lieu le 10 octobre. Fin octobre, un Bristol Blenheim s'ajoute à l'escadron et fait des patrouilles jusqu'en janvier 1940.

### Seconde Guerre mondiale
En 1940, le Squadron RAF No. 233 est l'un des cinq escadrons comprenant des Lockheed Hudson qui font des patrouilles en mer du Nord jusqu'aux côtes du Danemark et de la Norvège. Quand ces pays sont envahis par l'Allemagne en avril 1940, les escadrons 220 (en), 224 (en) et 233 font des attaques aériennes contre des cibles en mer et dans les terres. En août, les Hudson de plusieurs escadrons commencent à opérer en partant du RAF Aldergrove (en), en Irlande du Nord. Le 25 octobre 1940, trois Hudson attaquent le sous-marin allemand U 46', l'endommagent gravement et l'obligent à retourner à son port. En décembre, les avions de l'escadron basés à Aldergrove s'en vont.
En mai 1941, un Hudson abat un Heinkel He 111. En juin, l'escadron abîme deux sous-marins allemands. Le 23 juillet, un avion de l'escadron abat un Focke-Wulf Fw 200 qui attaquait un convoi britannique. Le Squadron RAF No. 233 est muté au RAF St Eval (en) dans les Cornouailles afin de faire des patrouilles dans le Golfe de Gascogne. Au cours des premières semaines à St Eval, l'escadron endommage un navire ennemi et attaque quatre sous-marins allemands, mais subit la perte d'un Hudson.
Un détachement du Squadron RAF No. 233 est envoyé à Gibraltar en décembre 1941 puis le reste suit, sauf un détachement au RAF Thorney Island. L'escadron est rassemblé au complet à Gibraltar en juillet 1942 où il demeure jusqu'en février 1944.
Le Squadron RAF No. 233 est l'un des trois escadrons comprenant des Hudson nouvellement arrivés d'Angleterre ; il est immédiatement destiné à des opérations anti-sous-marines. L'escadron attaque son premier sous-marin le 1er mai 1942 quand l'officier-pilote Camacho attaque l'U 573, sans dommage apparent. Plus tard le même jour, le sous-marin est repéré par un autre Hudson et doit s'immerger, mais il refait surface aussitôt et annonce son abandon. Le sous-marin coule à cause des dommages de la première attaque. Le Squadron RAF No. 233 prend part à l'opération Torch.
En 1943, quatre escadrons avec des Hudson opèrent à Gibraltar et en Algérie : 48, 233, 500 (en) et 608 (en). Dans la première partie de l'année, le Squadron RAF No. 233 se consacre davantage à des missions anti-sous-marines à mesure que les opérations terrestres sont moins nombreuses puis escortent des convois et font des vols météorologiques.
En mars, l'escadron a attaqué en tout six sous-marins. Le 28 mars, un Hudson du 40 endommage l'U 77 avant demander de l'aide. Un Hudson du 233 arrive et attaque le sous-marin qui se défend. Une grenade anti-sous-marine le détruit finalement. Le 5 avril, un autre Hudson du 233 endommage l'U 167 au large des îles Canaries. Il est probable qu'il fut coulé juste après par un autre Hudson du même escadron. Le 7 avril, l'U 447 est coulé par l'escadron.
Durant l'été 1943, le Squadron RAF No. 233 est attaqué par deux Focke-Wulf Fw 200. Les Hudson reçoivent des lance-roquettes pour avoir une attaque plus forte contre les sous-marins en surface. En décembre, un Hudson utilise sa nouvelle arme pour couler l'U 667 repéré par un Vickers Wellington du Squadron RAF No. 179 (en).
D'octobre 1943 à février 1944, un détachement du No. 233 est envoyé aux Açores jusqu'à ce que l'escadron soit rappelé au Royaume-Uni à cause de la baisse de l'activité sous-marine ennemie. Les escadrons 48 et 233 sont consacrés aux transports de troupes.
À son retour, l'escadron intègre des Douglas Dakota habitués aux troupes aéroportées et fait partie du RAF Transport Command. Une compagnie de parachutistes du 1er bataillon canadien est attaché à l'escadron pour l'entraînement. Le D-Day, trente Dakota et quelques Anson agissent. Six Dakota tirent des planeurs, les autres amènent la 3e brigade parachutée britannique. Plus tard dans la journée, l'escadron fait vingt-et-un des vols d'approvisionnement et perd quatre avions. Après des missions d'évacuation de la tête de pont, il fait trente-sept sorties au cours des premiers jours de l'opération Market Garden. Trente-cinq sorties d'approvisionnement suivent, pendant lesquels l'escadron perd trois avions.
L'escadron fait en général des vols de transport entre le Royaume-Uni et l'Europe occupée. Puis en mars 1945, jusqu'à vingt-quatre Dakota sont utilisés pour la traversée du Rhin.
En août 1945, le Squadron RAF No. 233 part en Inde, mais les Japonais se rendent avant qu'il arrive. Après des transports de troupes dans l'Asie du Sud-Est, le Squadron RAF No. 233 fusionne avec le Squadron RAF No. 215 (en) en décembre 1945.

### Après-guerre
Entre 1952 et 1957, l'escadron est composé de De Havilland Vampire.
Le Squadron RAF No. 233 est reformé en septembre 1960 avec le détachement des Vickers Valetta du Squadron RAF No. 84 (en) à Khormaksar (en). L'escadron transporte l'armée britannique dans le Protectorat d'Aden. En octobre et novembre 1961, l'escadron participe à l'évacuation en raison de l'inondation de la Jubba en Somalie.
Le Squadron RAF No. 233 est dissout le 31 janvier 1964.